# Wommen
Wommen ist ein Ortsteil der Gemeinde Herleshausen im nordhessischen Werra-Meißner-Kreis.

## Geographische Lage
Wommen liegt zwischen Ringgau im Norden, Thüringer Wald im Südosten und Richelsdorfer Gebirge im Westen an der durch die Werra gebildeten hessisch-thüringischen Landesgrenze. Es befindet sich am linken und nördlichen Ufer des Flusses, in den dort die durch das Dorf fließende Nesse mündet. Der Kernort von Herleshausen liegt rund 3 km ostsüdöstlich und jener der Stadt Eisenach etwa 15 km in dieser Richtung.

## Geschichte

### Ortsgeschichte
Im Jahre 1021 bestätigte Kaiser Heinrich II. seiner Gemahlin Kunigunde deren Schenkung einiger Güter zu Herleshausen und Wommen an das Stift Kaufungen und Wommen blieb Besitz des Stifts bis zur Säkularisation der hessischen Klöster im Zuge der Reformation. Der Ort Wommen gehörte später zum Burgbezirk der Brandenburg, diese mächtige Doppelburganlage befindet sich vier Kilometer entfernt über dem thüringischen Nachbarort Lauchröden. In einer 1268 ausgefertigten Urkunde des Kaufunger Stiftes trat Graf Burghard von der Brandenburg weitere Besitztümer an dieses Kloster ab, dabei wurde Wommen erstmals urkundlich als „Wumena“ erwähnt.
Die noch im Besitz der Brandenburger Familie befindlichen Güter und Rechte in Wommen gelangten 1364 an die bereits in Stedtfeld bei Eisenach ansässig gewordenen Herren von Kolmatsch. 1401 veräußerte Reinhard von Brandenburg, letzter seines Geschlechts, auch seinen letzten Besitz in Wommen an Hermann von Kolmatsch. Die wahrscheinlich um diesen Zeitpunkt erbaute Wasserburg soll von den Kolmatsch angelegt worden sein. 1497 belehnte die Kaufunger Äbtissin Agnes Burghard von Kolmatsch mit Wommen. Die Burg wurde 1535 durch dessen Sohn, den hessischen Statthalter an der Lahn in Marburg, Georg von Kolmatsch, modernisiert. 1562 starb dieser Familienzweig mit Georg von Kolmatsch im Mannesstamm aus.
Mit der Säkularisierung der hessischen Klöster seit der Mitte des 16. Jahrhunderts gelangten die ehemals Kaufunger Stiftsgüter über die Landgrafen von Hessen im Jahre 1596 an die Adelsfamilie Treusch von Buttlar, die sich bereits im Nachbarort Nesselröden ein Renaissanceschloss erbaut hatte. Wommen gehörte ab 1585 zum Amt Sontra, ab 1818 zum Justizamt Netra und seit 1821 zum Kreis Eschwege.
Der Ort hatte noch viele rasch wechselnde Besitzer:
- 1364–1562: Familie von Kolmatsch (Lehnsträger des Stifts Kaufungen)
- 1562–1596: Landgrafen von Hessen
- 1596–1621: Treusch von Buttlar zu Nesselröden
- 1621–1641: Landgrafen von Hessen
- 1641–1663: Johann von Geyso
- 1663–1765: Familie von dem Brinck
- 1765–1806: Familie von Lindau (Erbtochter derer von dem Brinck)
- ab 1806: Familie von Kutzleben

Aus Wommen stammt der Orgelbaumeister Johann Adam Gundermann, er war ein Meisterschüler des Stader Orgelbaumeisters Arp Schnitger und schuf das für seinen Wohlklang berühmte Instrument in der Sontraer Stadtkirche St. Georg.
Hessische Gebietsreform (1970–1977)
Zum 1. Dezember 1970 erfolgte im Zuge der Gebietsreform in Hessen der freiwillige Zusammenschluss der bis dahin selbständigen Gemeinden Altefeld, Archfeld, Breitzbach, Herleshausen (mit Frauenborn), Holzhausen, Markershausen, Nesselröden, Unhausen, Willershausen und Wommen zur Großgemeinde Herleshausen Für die eingliederten Gemeinden und Herleshausen mit Frauenborn wurde je ein Ortsbezirk mit Ortsbeirat und Ortsvorsteher nach der Hessischen Gemeindeordnung gebildet.

### Verwaltungsgeschichte im Überblick
Die folgende Liste zeigt die Staaten und Verwaltungseinheiten, denen Wommen angehört(e):
- vor 1567: Heiliges Römisches Reich, Landgrafschaft Hessen, Amt Sontra
- ab 1654: Heiliges Römisches Reich, Landgrafschaft Hessen-Kassel, Amt Sontra
- ab 1806: Landgrafschaft Hessen-Kassel, Amt Sontra
- 1807–1813: Königreich Westphalen, Departement der Werra, Distrikt Eschwege, Kanton Netra
- ab 1815: Kurfürstentum Hessen, Amt Sontra[10]
- ab 1818: Kurfürstentum Hessen, Amt Netra
- ab 1821: Kurfürstentum Hessen, Provinz Niederhessen, Kreis Eschwege[11][Anm. 2]
- ab 1848: Kurfürstentum Hessen, Bezirk Eschwege
- ab 1851: Kurfürstentum Hessen, Provinz Niederhessen, Kreis Eschwege
- ab 1867: Königreich Preußen, Provinz Hessen-Nassau, Regierungsbezirk Kassel, Kreis Eschwege
- ab 1871: Deutsches Reich, Königreich Preußen, Provinz Hessen-Nassau, Regierungsbezirk Kassel, Kreis Eschwege
- ab 1918: Deutsches Reich, Freistaat Preußen, Provinz Hessen-Nassau, Regierungsbezirk Kassel, Kreis Eschwege
- ab 1944: Deutsches Reich, Freistaat Preußen, Provinz Kurhessen, Landkreis Eschwege
- ab 1945: Deutsches Reich, Amerikanische Besatzungszone, Groß-Hessen, Regierungsbezirk Kassel, Landkreis Eschwege
- ab 1946: Deutsches Reich, Amerikanische Besatzungszone, Hessen, Regierungsbezirk Kassel, Landkreis Eschwege
- ab 1949: Bundesrepublik Deutschland, Hessen, Regierungsbezirk Kassel, Landkreis Eschwege
- ab 1970: Bundesrepublik Deutschland, Hessen, Regierungsbezirk Kassel, Landkreis Eschwege, Gemeinde Herleshausen
- ab 1974: Bundesrepublik Deutschland, Hessen, Regierungsbezirk Kassel, Werra-Meißner-Kreis, Gemeinde Herleshausen

## Bevölkerung

### Einwohnerstruktur 2011
Nach den Erhebungen des Zensus 2011 lebten am Stichtag, dem 9. Mai 2011, in Wommen 294 Einwohner. Darunter waren keine Ausländer.
Nach dem Lebensalter waren 33 Einwohner unter 18 Jahren, 96 zwischen 18 und 49, 87 zwischen 50 und 64 und 81 Einwohner waren älter. Die Einwohner lebten in 99 Haushalten. Davon waren 30 Singlehaushalte, 21 Paare ohne Kinder und 39 Paare mit Kindern, sowie 9 Alleinerziehende und 3 Wohngemeinschaften. In 18 Haushalten lebten ausschließlich Senioren und in 69 Haushaltungen lebten keine Senioren.

### Einwohnerentwicklung
| • 1585: | 30 Haushaltungen |
| • 1747: | 39 Haushaltungen |

| Wommen: Einwohnerzahlen von 1834 bis 2011 | Wommen: Einwohnerzahlen von 1834 bis 2011 | Wommen: Einwohnerzahlen von 1834 bis 2011 | Wommen: Einwohnerzahlen von 1834 bis 2011 | Wommen: Einwohnerzahlen von 1834 bis 2011 |
| --- | ----------------------------------------- | ----------------------------------------- | ----------------------------------------- | ----------------------------------------- |
| Jahr |                                           |                                           |                                           | Einwohner                                 |
| 1834 | 1834                                      |                                           | 306                                       | 306                                       |
| 1840 | 1840                                      |                                           | 323                                       | 323                                       |
| 1846 | 1846                                      |                                           | 337                                       | 337                                       |
| 1852 | 1852                                      |                                           | 390                                       | 390                                       |
| 1858 | 1858                                      |                                           | 355                                       | 355                                       |
| 1864 | 1864                                      |                                           | 350                                       | 350                                       |
| 1871 | 1871                                      |                                           | 301                                       | 301                                       |
| 1875 | 1875                                      |                                           | 294                                       | 294                                       |
| 1885 | 1885                                      |                                           | 287                                       | 287                                       |
| 1895 | 1895                                      |                                           | 269                                       | 269                                       |
| 1905 | 1905                                      |                                           | 277                                       | 277                                       |
| 1910 | 1910                                      |                                           | 302                                       | 302                                       |
| 1925 | 1925                                      |                                           | 335                                       | 335                                       |
| 1939 | 1939                                      |                                           | 407                                       | 407                                       |
| 1946 | 1946                                      |                                           | 510                                       | 510                                       |
| 1950 | 1950                                      |                                           | 591                                       | 591                                       |
| 1956 | 1956                                      |                                           | 464                                       | 464                                       |
| 1961 | 1961                                      |                                           | 420                                       | 420                                       |
| 1967 | 1967                                      |                                           | 475                                       | 475                                       |
| 1970 | 1970                                      |                                           | 423                                       | 423                                       |
| 1980 | 1980                                      |                                           | ?                                         | ?                                         |
| 1987 | 1987                                      |                                           | 320                                       | 320                                       |
| 2000 | 2000                                      |                                           | ?                                         | ?                                         |
| 2011 | 2011                                      |                                           | 294                                       | 294                                       |
| Datenquelle: Historisches Gemeindeverzeichnis für Hessen: Die Bevölkerung der Gemeinden 1834 bis 1967. Wiesbaden: Hessisches Statistisches Landesamt, 1968. Weitere Quellen: LAGIS; Zensus 2011 |                                           |                                           |                                           |                                           |

### Historische Religionszugehörigkeit
| • 1885: | 287 evangelische (= 100 %) Einwohner                               |
| • 1961: | 365 evangelische (= 84,88 %), 64 katholische (= 14,88 %) Einwohner |

## Sehenswürdigkeiten

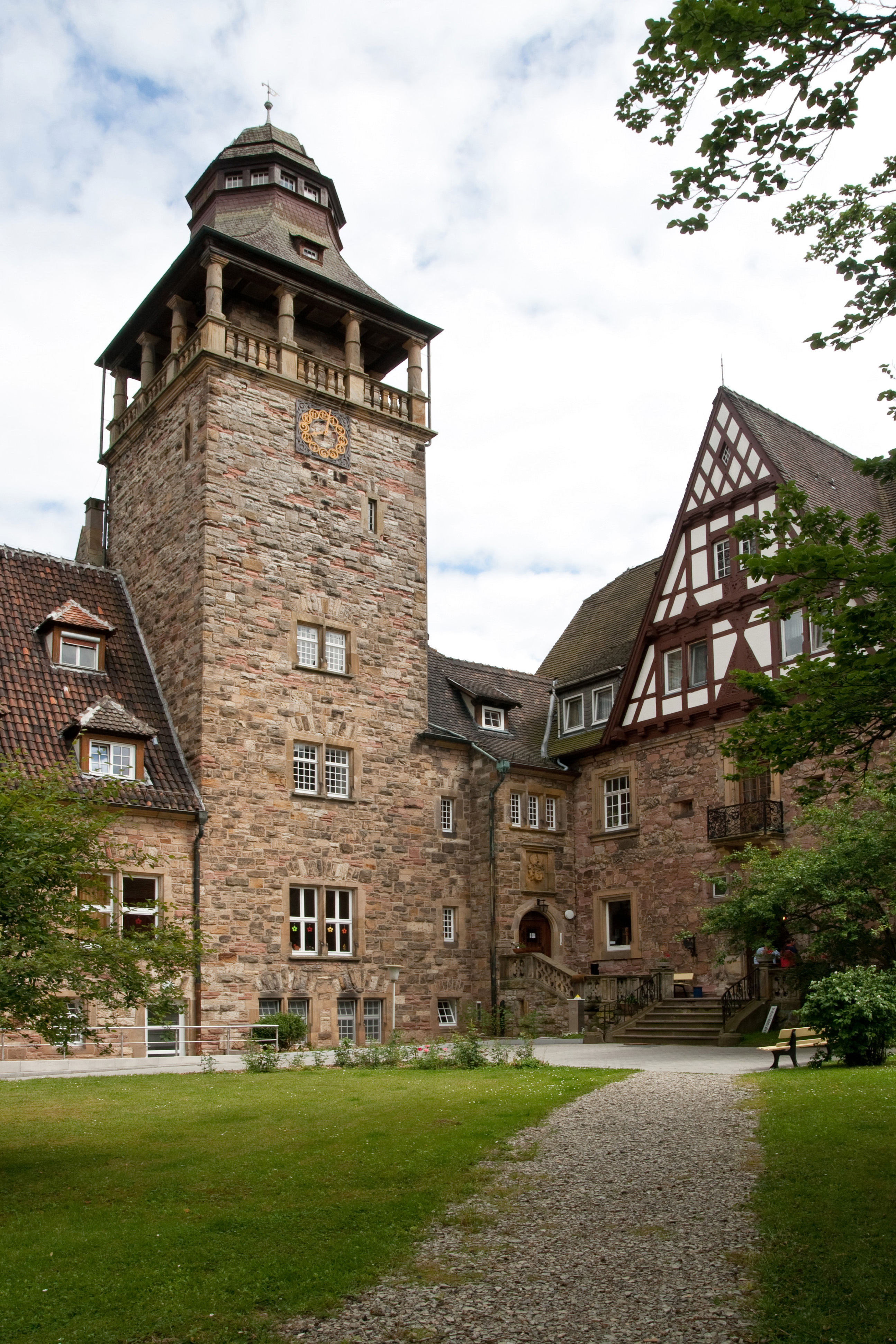
Schloss Wommen

Das heutige Schloss Wommen wurde ab 1911 auf den Grundmauern der ehemaligen Wasserburg und unter Einbeziehung ihres Hauptbaues (dem heutigen Südflügel) errichtet. Diese und das zugehörige Gut waren 1908 in den Besitz des vermögenden Kammerherren Rudolf von Schutzbar genannt Milchling übergegangen. Mit dem Umbau war der renommierte Burgenforscher und Architekt Bodo Ebhardt betraut worden, welcher auch im nahen Eisenach und auf der Burg Creuzburg tätig war und zuvor schon das Herrenhaus auf Gut Hohenhaus umgestaltet hatte. Die letzte Besitzerin, Baronin Margot von Schutzbar genannt Milchling, übergab in einem Stiftungsvertrag vom 24. Juni 1946 ihr Eigentum an den Deutschen Gemeinschafts-Diakonieverband in Marburg. Das Schloss Wommen dient heute stiftungsgemäß als Altersheim der diakonischen Anstalten Hephata.
Die Kirche in Wommen, Anfang des 16. Jahrhunderts errichtet, wurde wegen Baufälligkeit 1739 bis 1744 durch den damaligen Besitzer des Gutes, Albrecht Eberhard von dem Brink, neu erbaut als barocker Predigtsaalbau. Die Kirche in Wommen ist eine Kirchenfiliale von Nesselröden.
Das Ortsbild wird dominiert von der Talbrücke Wommen, die den nördlichen Ortsrand mit der Bundesautobahn 4 überspannt. Der Bau der Talbrücke wurde 1940 begonnen, aber aufgrund der deutschen Teilung nach dem Zweiten Weltkrieg erst 1994 fertiggestellt.

## Politik
Ortsvorsteher ist André Borghorst.

## Wirtschaft und Infrastruktur

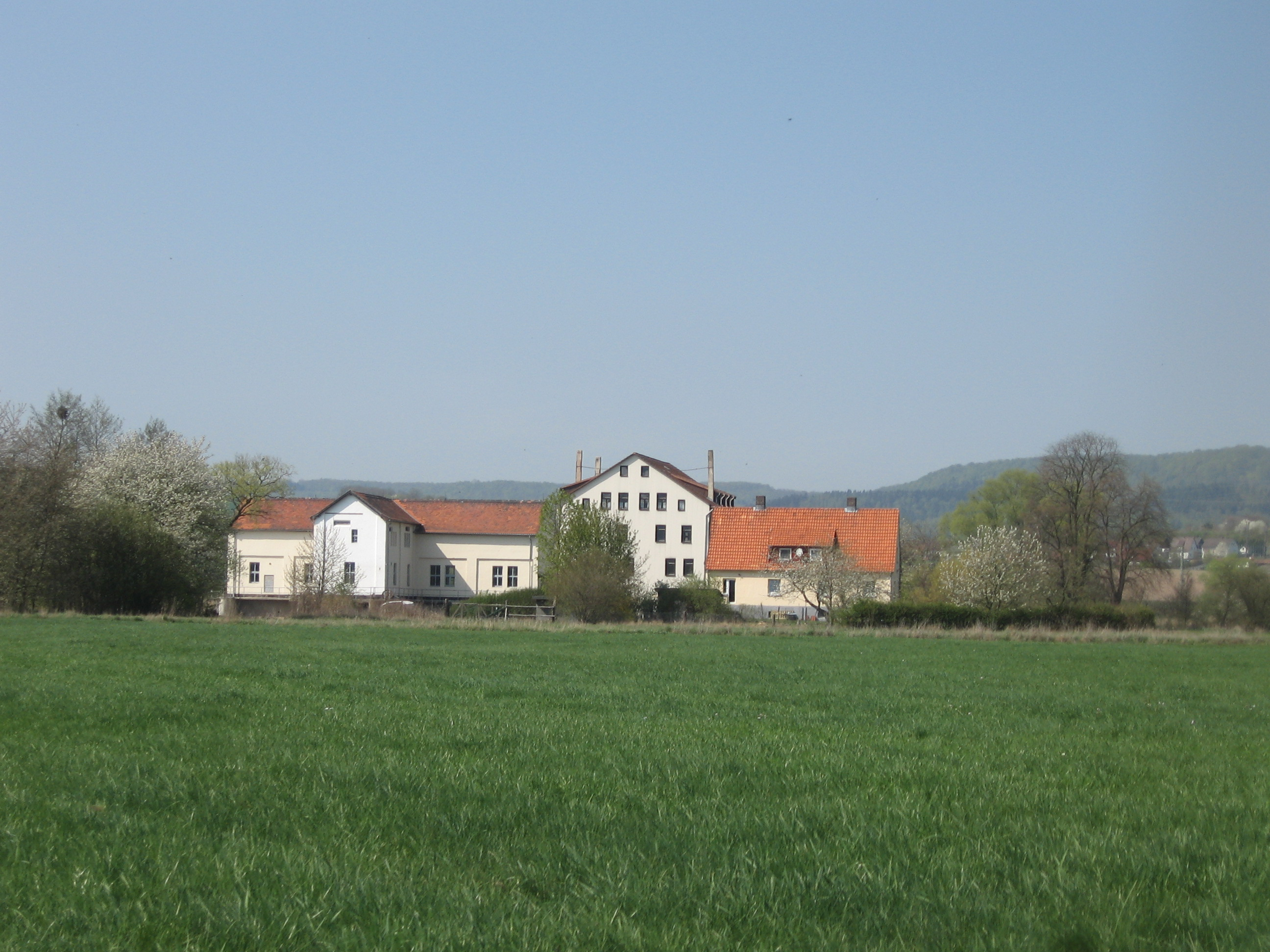
Wasserkraftanlage Steinmühle

- In Ortsnähe liegen die Angelteiche am Wenigenstein.
- Der Ort hat ein Dorfgemeinschaftshaus.
- An der Werra, am Platz der Steinmühle, befindet sich eine Wasserkraftanlage.

## Verkehr

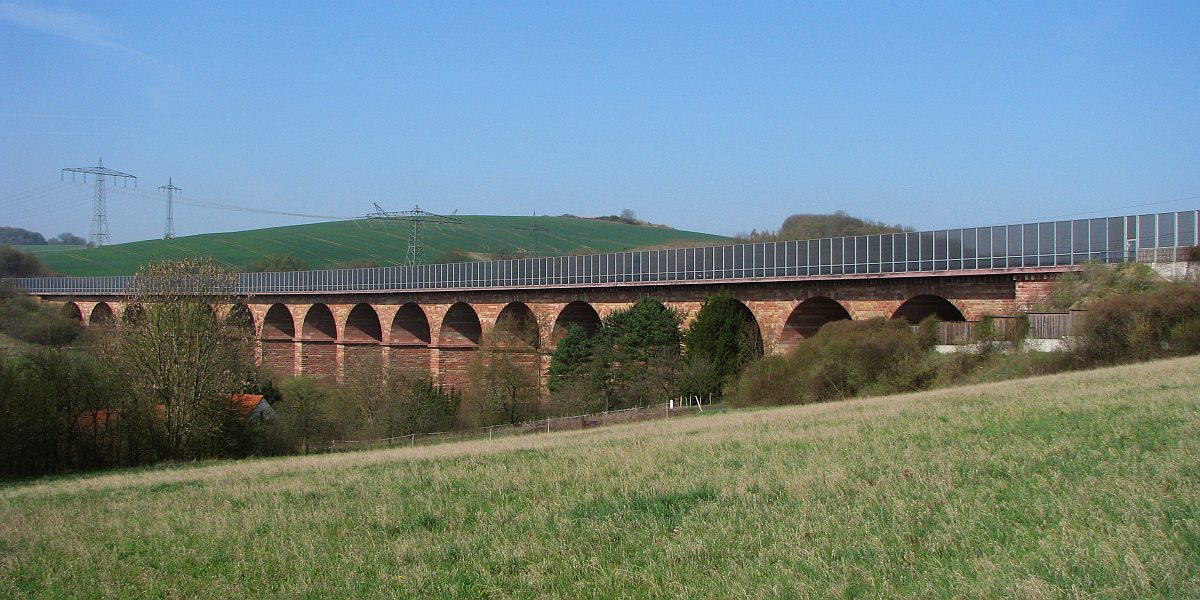
Talbrücke Wommen

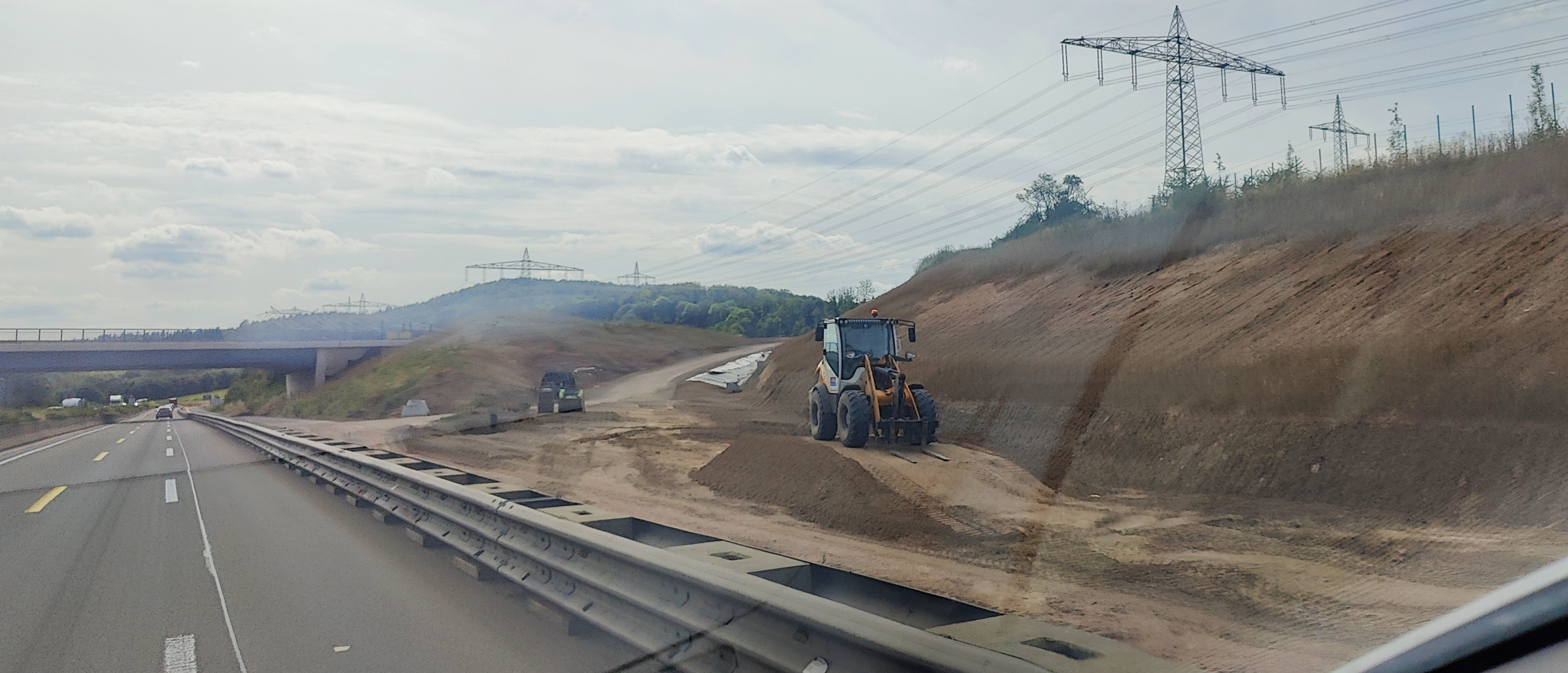
Autobahndreieck Wommen in Bau (Juli 2024)

Wommen liegt direkt an der Bundesautobahn 4 mit einer nach dem Ort benannten, nur nach Osten führenden Anschlussstelle. Infolge der deutschen Teilung konnte der Verkehr auf der A4 im die innerdeutsche Grenze mehrfach querenden Abschnitt Gerstunger Zipfel zwischen den Anschlussstellen Obersuhl und Wommen erst Anfang der 1990er Jahre aufgenommen werden, zuvor wurde ab Wommen auf hessischer Seite die B 400 als Umgehungsstraße genutzt. Unmittelbar westlich der Talbrücke Wommen zweigt künftig die A 44 am Dreieck Wommen von der A 4 ab.
Durch das Dorf führt die Landesstraße 3251 von Herleshausen zur Anschlussstelle Wommen der nördlich am Ort vorbeiführenden BAB 4. Hier beginnt die Bundesstraße 400. Von der L 3251 zweigt im Ort eine Landesstraße nach Gerstungen ab.
Am 25. September 1849 eröffnete die Thüringer Bahn das letzte Teilstück ihrer „Stammbahn“ von Eisenach über Herleshausen und Wommen nach Gerstungen. Die Bahnstrecke Halle–Bebra führt zwar unmittelbar südlich am Ort vorbei, Wommen besitzt aber keinen eigenen Haltepunkt mehr. Zum Ende des 19. Jahrhunderts bestand ein solcher, dessen Nachfolgegebäude mit zwei Stellwerken noch 1953 mit insgesamt sieben Mitarbeitern besetzt waren. Die Bedienung des Haltepunktes endete etwa 1952, die Gebäude wurden zu Beginn der 1990er-Jahre im Zuge der Wiederinbetriebnahme der Strecke abgebrochen. Zwischen 1962 und 1992 wurde Wommen auf der Bahnstrecke Förtha–Gerstungen umfahren.